# Conseil de gouvernement de Nouvelle-Calédonie
Le Conseil de gouvernement de Nouvelle-Calédonie est une institution créée par la loi-cadre Defferre du 23 juin 1956 (décret d'application du 22 juillet 1957), ancêtre de l'actuel Gouvernement de la Nouvelle-Calédonie. La création de cette institution avait pour but d'accompagner les territoires à décoloniser (notamment en Afrique) vers l'indépendance. 

## Présidence
Pendant toute son existence, soit de 1957 à 1984, le Conseil de gouvernement est présidé par le « chef du Territoire », à savoir le « représentant du gouvernement de la République », appelé Gouverneur (également appelé Haut-Commissaire de la République dans l'Océan Pacifique et aux Nouvelles-Hébrides à partir de 1965) jusqu'en 1981, puis Haut-commissaire de la République, délégué du gouvernement en Nouvelle-Calédonie. Son pouvoir à la tête de l'exécutif territorial a été plus ou moins grand au cours de cette période. Il est remplacé par le gouvernement du territoire de Nouvelle-Calédonie en 1984.  

## Sous le régime de laloi-cadre Defferre(1957-1963)

### Organisation
Le Conseil de gouvernement est élu par l'Assemblée territoriale au vote de liste à la majorité à trois tours (majorité absolue nécessaire aux deux premiers, puis à la majorité relative au troisième), pour la durée de la mandature (soit cinq ans maximum, sauf en cas de vacance, de démission collective ou de dissolution par décret décidé en conseil des ministres). Il comporte de 6 à 8 membres appelés « ministres ». Celui élu en tête de la liste victorieuse prend le titre de « vice-président du conseil de gouvernement », ce qui en fait le chef politique de l'exécutif local : il propose au « chef du Territoire » la délégation individuelle de la gestion d'un ou plusieurs services publics territoriaux aux « ministres » ainsi que d'éventuellement démettre ces derniers de leurs fonctions et il préside les séances du conseil en l'absence du Gouverneur. 
La fonction de « ministre » est incompatible avec celle de membre du gouvernement de la République, de président de l'Assemblée territoriale et de président ou membre de la commission permanente de cette dernière. Dans la pratique, tous les ministres en place entre 1957 et 1963, à l'exception des vice-présidents du conseil de gouvernement, vont abandonner également leurs sièges à l'Assemblée territoriale pour ceux qui y ont été élus.    
L'ordonnance no 59-224 du 4 février 1959 complétant et modifiant l'ordonnance no 58-998 du 24 octobre 1958 portant loi organique relative aux conditions d'éligibilité et aux incompatibilités parlementaires, le cumul du mandat de membre du conseil de gouvernement n'est plus permis avec celui de député ou sénateur. 

### Premier conseil de gouvernement («LenormandI»,22 octobre 1957-23 décembre 1958)
La liste présentée par l'Union calédonienne (UC) l'emporte. Elle était composée de (avec en gras, ceux élus à l'Assemblée territoriale) : 8 membres :
1. Maurice Lenormand (député IOM, conseiller territorial pour l'Ouest) : vice-président et ministre de l'Intérieur et de la Fonction publique,
2. Rock Pidjot (président de l'UC et de l'UICALO, conseiller territorial démissionnaire pour le Sud, chef de La Conception au Mont-Dore) : ministre de l'Économie rurale,
3. Daniel Laborde : ministre des Finances, des Affaires économiques et du Plan,
4. Michel Lambert : ministre des Travaux publics, des Transports et des Communications,
5. Jean-Louis Hénin : ministre de la Industrie, des Mines et de l'Énergie,
6. Doui Matayo Wetta (président de l'AICLF, conseiller territorial démissionnaire pour l'Est) : ministre chargé de l'Assistance aux coopératives et de l'Information,
7. Dr Marc Tivollier (directeur du service social et d'hygiène de la ville) : ministre de la Santé, du Travail et des Affaires sociales,
8. Jean Le Borgne (conseiller territorial démissionnaire pour le Sud) : ministre de l'Éducation et des Sports.

### Deuxième conseil de gouvernement («LenormandII»,23 décembre 1958-18 juin 1959)
La liste présentée par l'UC (seule candidate) l'emporte. Elle était composée de (avec en gras, ceux élus à l'Assemblée territoriale) : 6 membres :
1. Maurice Lenormand (député IOM, conseiller territorial pour l'Ouest) : vice-président du conseil de gouvernement et ministre de l'Intérieur, de la Fonction publique, des Finances, des Affaires économiques et du Plan (démissionne à la suite de sa réélection comme député le 24 mai 1959, le mandat de parlementaire étant désormais incompatible avec celle de vice-président du conseil de gouvernement),
2. Rock Pidjot (président de l'UC et de l'UICALO, conseiller territorial démissionnaire pour le Sud, chef de La Conception au Mont-Dore) : ministre de l'Économie rurale,
3. Jean-Louis Hénin : ministre de la Production industrielle et des Mines,
4. Doui Matayo Wetta (président de l'AICLF, conseiller territorial démissionnaire pour l'Est) : ministre des Relations publiques, de la Coopération et de l'Éducation de base,
5. Dr Marc Tivollier : ministre de la Santé, du Travail et des Affaires sociales,
6. Jean Le Borgne (conseiller territorial démissionnaire pour le Sud) : ministre de l'Éducation, de la Jeunesse et des Sports.

### Troisième conseil de gouvernement («Kauma»,18 juin 1959-29 avril 1962)
La liste présentée par l'UC (seule candidate) l'emporte. Elle était composée de (avec en gras, ceux élus à l'Assemblée territoriale) : 6 puis 7 membres :
1. Michel Kauma (UICALO qu'il quitte ainsi que l'UC en novembre 1960 pour s'allier au Rassemblement calédonien ou Rascal, parti de l'opposition de droite, chef de Banoutr et Ouloup sur Ouvéa, conseiller territorial pour les Îles) : vice-président et ministre de la Fonction publique, des Finances et des Affaires économiques,
2. Rock Pidjot (président de l'UC et de l'UICALO, conseiller territorial démissionnaire pour le Sud, chef de La Conception au Mont-Dore) : ministre de l'Économie rurale,
3. Jean-Louis Hénin : ministre des Travaux publics (jusqu'au 8 juillet 1959) et des Mines (a démissionné le 8 juillet 1959 mais est réélu le 18 juillet 1959),
4. Doui Matayo Wetta (président de l'AICLF avec laquelle il quitte l'UC en même temps que Michel Kauma en novembre 1960 pour s'allier au Rascal, conseiller territorial démissionnaire pour l'Est) : ministre de l'Intérieur, des Relations publiques, de la Coopération et de l'Éducation de base,
5. Dr Marc Tivollier : ministre de la Santé, du Travail et des Affaires sociales,
6. Jean Le Borgne (conseiller territorial démissionnaire pour le Sud) : ministre de l'Éducation, de la Jeunesse et des Sports.

Un nouveau ministre a été élu le 18 juillet 1959 lors d'une élection partielle qui a vu également la réélection de Jean-Louis Hénin : 
1. Albert Satragne (ancien indépendant rallié à l'UC, président des Français libres en Nouvelle-Calédonie, ingénieur des travaux publics) : ministre des Travaux publics.

### Quatrième conseil de gouvernement («PidjotI»,29 avril 1962-31 janvier 1963)
La liste présentée par l'UC (seule candidate) l'emporte. Elle était composée de (avec en gras, ceux élus à l'Assemblée territoriale) : 7 puis 6 membres :
1. Rock Pidjot (président de l'UC et de l'UICALO, conseiller territorial pour le Sud, chef de La Conception au Mont-Dore) : vice-président et ministre des Finances et des Affaires économiques, également chargé de l'intérim du Plan, du Travail et de l'Habitat à partir du 5 septembre 1962,
2. Yann Céléné Uregeï (AACL) : ministre de l'Économie rurale,
3. Pierre Gomez : ministre des Travaux publics et des Communications,
4. Jean-Louis Hénin : ministre des Mines et de la Production industrielle,
5. Jean Le Borgne : ministre de l'Éducation, de la Jeunesse et des Sports,
6. Théophile Wakolo Pouyé (président de l'AACL, conseiller territorial démissionnaire pour l'Est) : ministre de l'Intérieur et de la Santé,
7. Albert Satragne : ministre du Plan, du Travail et de l'Habitat (décédé le 3 septembre 1962)

Les membres de la liste à l'exception de Jean-Louis Hénin démissionnent en bloc le 30 janvier 1963, ceci afin de forcer ce dernier à quitter le conseil de gouvernement. Il était en effet considéré par la direction de l'UC comme « déviationniste » pour avoir commencé à négocier seul avec la Société Le Nickel (SLN) dans un conflit social. 

### Cinquième conseil de gouvernement («PidjotII»,31 janvier 1963-14 janvier 1964)
La liste présentée par l'UC (seule candidate) l'emporte. Elle était composée de (avec en gras, ceux élus à l'Assemblée territoriale) : 6 membres :
1. Rock Pidjot (président de l'UC et de l'UICALO, conseiller territorial pour le Sud, chef de La Conception au Mont-Dore) : vice-président et ministre des Finances, des Affaires économiques, du Plan, du Travail et de l'Habitat,
2. Yann Céléné Uregeï (AACL) : ministre de l'Économie rurale,
3. Pierre Gomez : ministre des Travaux publics et des Communications,
4. Jean Le Borgne : ministre de l'Éducation, de la Jeunesse et des Sports,
5. Théophile Wakolo Pouyé (président de l'AACL, conseiller territorial démissionnaire pour l'Est) : ministre de l'Intérieur et de la Santé,
6. Michel Amiot (instituteur) : ministre des Mines et de la Production industrielle.

## Sous le régime de la loi Jacquinot (1964-1977)

### Une perte de pouvoirs
La loi no 63-1246 du 21 décembre 1963 portant réorganisation du Conseil de gouvernement de Nouvelle-Calédonie, dite « loi Jacquinot » (du nom du nom du ministre des DOM-TOM de l'époque, Louis Jacquinot), limite fortement l'autonomie locale et renforce les prérogatives du « chef du Territoire ». La vice-présidence du conseil de gouvernement est supprimée et le nombre de membres autres que le Gouverneur (ou son secrétaire général qui le représente en cas d'absence), qui ne sont plus appelés ministres mais « conseillers du gouvernement », est ramené à 5. Ils ne sont plus élus au vote de liste à la majorité mais à la proportionnelle selon la règle de la plus forte moyenne par l'Assemblée territoriale, et n'ont plus d'affectations individuelles (même si le gouverneur « de missions de contrôle ou d'étude » selon l'article 20). Désormais, le cumul des mandats de conseiller de gouvernement et de conseiller territorial est officiellement interdit. Et les membres du conseil peuvent être, individuellement ou collectivement, suspendus de leur fonction par arrêté du gouverneur : cette mesure est exécutoire immédiatement et ne cesse de prendre effet au bout de quinze jours si la décision du « chef du Territoire » n'est pas confirmée dans ce délai par arrêté du ministre chargé de l'Outre-mer, au bout de la durée de suspension sinon. 
Si le décret de 1957 déclarait dans son article 18 que « le conseil de gouvernement assure l'administration des intérêts du territoire » (certes « sous la haute autorité du chef du territoire »), la loi de 1963 limite son pouvoir en précisant dans son article 19 que « Le conseil de gouvernement assiste le gouverneur, chef du territoire, ou, en son absence, le secrétaire général dans l'administration des services territoriaux ». L'institution perd ainsi l'aspect d'un véritable exécutif local au profit d'un simple organe d'assistance du gouverneur. Cette réforme s'inscrit dans une politique de « centralisation » organisée par les gouvernements de Charles de Gaulle en Nouvelle-Calédonie. 

### Sixième conseil de gouvernement (14 janvier 1964-25 juillet 1967)
Deux listes ont été présentées, dont la composition suit (les candidats indiqués en gras sont ceux élus à l'Assemblée territoriale en 1962) :
Les élus sont :
- 3 UC :
  - Jean Le Borgne (professeur dans le secondaire dont le détachement en Nouvelle-Calédonie n'avait pas été renouvelé, a quitté le Territoire le 23 mars 1964 sans pour autant avoir démissionné ni été démis de ses fonctions)
  - Théophile Wakolo Pouyé (président de l'AACL, conseiller territorial démissionnaire pour l'Est)
  - Yann Céléné Uregeï (AACL)
- 2 « Entente » :
  - Arnold Daly (UNR)
  - Auguste Parawi-Reybas (AICLF)

### Septième conseil de gouvernement (25 juillet 1967-4 octobre 1972)
Trois listes ont été présentées, dont la composition suit (les candidats indiqués en gras sont ceux élus à l'Assemblée territoriale en 1967) :
Les élus sont :
- 3 UC (2 UC et 1 Union multiraciale UMNC à partir de 1971) :
  - Pierre Gomez
  - Eugène Ayawa (UICALO)
  - François Néoeré (UICALO puis quitte cette dernière et l'UC en janvier 1971 pour participer avec d'autres dissidents à la création de l'UMNC)
- 2 « Entente » (Union démocratique UD à partir de 1968, puis 1 UD et 1 Entente démocratique et sociale EDS après janvier 1972) :
  - Arnold Daly (UNR puis UD)
  - Lionel Cherrier (Rascal puis UD puis EDS)

### Huitième conseil de gouvernement (4 octobre 1972-29 septembre 1977)
Quatre listes ont été présentées, dont la composition suit (les candidats indiqués en gras sont ceux élus à l'Assemblée territoriale en 1972) :
Les élus sont :
- 2 UC (2 Union de Nouvelle-Calédonie UNC à partir de juillet 1977) :
  - Jean-Pierre Aïfa (préfère conserver son mandat de conseiller territorial, donc remplacé le 19 octobre 1972) - Claude Meyer (à partir du 19 octobre 1972, quitte l'UC en juillet 1977 pour participer à la création de l'UNC)
  - Philémon Pidjot (UICALO, décédé le 2 août 1975) - Charles Attiti (à partir du 3 août 1975, UICALO qu'il quitte ainsi que l'UC en juillet 1977 pour participer à la création de l'UNC, grand-chef de Goro à Yaté)
- 1 EDS (Rassemblement pour la Calédonie RPC à partir d'avril 1977) : Jacques Lafleur (conseiller territorial démissionnaire pour le Sud)
- 1 MLC : Claude Parazols (conseiller territorial démissionnaire pour le Sud, décédé le 21 juillet 1974) - Évenor de Greslan (préfère conserver son mandat de conseiller territorial, donc immédiatement démissionnaire) - Marc Oiremoin (à partir du 31 juillet 1974)
- 1 UMNC (Union progressiste multiraciale UPM à partir de 1974) : François Néoeré

## Sous le régime de la loi de1976(1977-1979)

### Retour à plus d'autonomie
La loi no 76-1222 du 28 décembre 1976 relative à l'organisation de la Nouvelle-Calédonie et Dépendances redonne une très large autonomie au Territoire (ce qui a tendance à affaiblir encore plus l'UC, en pleine crise depuis 1971, ou tout du moins sa vieille garde autonomiste : une grande partie de ses revendications semblent alors exaucées, et cela sans qu'elle puisse s'en prévaloir puisque l'essentiel des négociations ayant amené à la réforme ont été menées par les élus de droite, dont surtout Jacques Lafleur). La compétence territoriale devenant de droit commun, les prérogatives de l'État sont limitées aux domaines traditionnels de la souveraineté : relations extérieures, défense, communications extérieures, monnaie, crédits, commerce extérieur, justice, droit civil et pénal, domaine public, fonction publique d'État, enseignement secondaire et supérieur et recherche. De fait, la loi Billotte de 1969 (qui confiait à l'État les questions minières) et la loi Jacquinot de 1963 (qui supprimait la fonction de vice-président du conseil de gouvernement et transformait ce dernier en simple organe consultatif du gouverneur) sont abrogées. 
Le gouverneur garde la présidence officielle du conseil de gouvernement mais n'y a plus aucun droit de vote tandis que le poste de vice-président est recréé. D'assistant du gouverneur, le conseil de gouvernement devient un organe délibérant et pleinement responsable devant l'Assemblée territoriale (qui peut le destituer par une motion de censure, ce qui n'était possible avant qu'à une très large majorité des deux-tiers), chargé de préparer les projets de délibération de cette dernière et de les exécuter, d'administrer les intérêts du Territoire et d'animer et de contrôler l'activité des services territoriaux. Le nombre de conseillers de gouvernement passe de cinq à sept (dont le vice-président qu'ils élisent en leur sein), et ils ne retrouvent pas de responsabilités individuelles. Son mode d'élection reste celui de la proportionnelle à la plus forte moyenne par l'Assemblée territoriale.

### Neuvième conseil de gouvernement («Caillard»,29 septembre 1977-14 novembre 1978)

#### Listes présentées
Quatre listes ont été présentées, dont la composition suit (les candidats indiqués en gras sont ceux élus à l'Assemblée territoriale en 1977) :

#### Élus
- 5 RPC (Rassemblement pour la Calédonie dans la République RPCR à partir de juillet 1978) : 
  - André Caillard : vice-président
  - Michel Jaquet
  - Guy Agniel
  - Victorin Boewa (préfère conserver son mandat de conseiller territorial pour le Sud, a été ainsi remplacé le 4 octobre 1977) - Michel Vittori (à partir du 4 octobre 1977)
  - Willy Némia (ancien conseiller territorial UMNC de 1972 à 1977)
- 2 UC : 
  - Kuriané Caba
  - Paul Napoarea (maire de Koné)

#### Chute
Le 29 septembre 1978, l'Assemblée territoriale rejette deux projets de réforme fiscale avancés par le conseil de gouvernement. Par conséquent, tous les conseillers de gouvernement RPCR à l'exception de Willy Némia (André Caillard, Michel Jaquet, Guy Agniel et Michel Vittori) présentent par lettre du 3 octobre leur démission, acceptée le 13 octobre. Leur suivant de liste, Guy Limousin, fait de même le 19 octobre. Et, le 31 octobre, l'Assemblée territoriale adopte une motion de censure contre ce conseil de gouvernement, provoquant sa chute. 

### Dixième conseil de gouvernement («LenormandIII»,14 novembre 1978-6 juillet 1979)

#### Listes présentées
Quatre listes ont été présentées, dont la composition suit (les candidats indiqués en gras sont ceux élus à l'Assemblée territoriale en 1977) :

#### Élus
- 3 UC : 
  - Kuriané Caba
  - Paul Napoarea (maire de Koné, démissionnaire le 17 novembre 1978) - Maurice Lenormand (à partir du 17 novembre 1978, conseiller territorial démissionnaire pour l'Ouest, ancien député de 1951 à 1964, ancien vice-président du conseil de gouvernement de 1957 à 1959) : vice-président
  - François Otonari
- 3 RPCR : 
  - Roger Laroque (préfère le 15 novembre 1978 conservé son mandat de conseiller territorial pour le Sud, maire de Nouméa, est donc démissionnaire de fait) - Pierre Frogier (à partir du 16 novembre 1978, conseiller territorial pour le Sud)
  - Michel Jaquet
  - Marcel Wacapo
- 1 PSC : 
  - Max Chivot

#### Suspension
Ce conseil de gouvernement est suspendu pour deux mois par l'arrêté no 95 du 20 mars 1979 du secrétaire d'État aux DOM-TOM Paul Dijoud.

## Sous le régime de la loi de1979(1979-1984)

### Une réforme pour plus de stabilité
La loi no 79-407 du 24 mai 1979 modifiant la loi no 76-1222 du 28 décembre 1976 est actée pour mettre fin à l'instabilité institutionnelle liée notamment à la multiplication des petits partis. Le nombre de conseillers territoriaux est porté à 36 au lieu de 35. L'article 7 de la loi no 052-1310 du 10 décembre 1952 est modifié de manière à introduire un seuil de 7,5 % à atteindre pour qu'une liste soit admise à la répartition des sièges au sein de l'Assemblée Territoriale. Mais surtout, le vote de liste à la majorité est réintroduit pour l'élection du Conseil de gouvernement, dont les membres (qui ne reprennent toutefois pas le nom officiel de ministres) retrouvent des responsabilités individuelles (chargés de « mission permanente d'animation et de contrôle d'un secteur de l'administration territoriale »). 

### Onzième conseil de gouvernement («Ukeiwé»,6 juillet 1979-18 juin 1982)
La liste d'« Entente nationale » (unissant RPCR et FNSC) l'emporte. Elle était composée de (avec en gras, ceux élus à l'Assemblée territoriale) : 7 membres (5 RPCR et 2 FNSC) :
1. Dick Ukeiwé (RPCR, conseiller territorial démissionnaire pour les Îles) : vice-président, chargé du Travail et des Affaires sociales ainsi que des Relations avec les Anciens combattants
2. Albert Etuvé (RPCR) : chargé du Budget et de la Fonction publique ainsi que des Relations avec l'Assemblée territoriale et les Parlementaires du Territoire
3. Georges Nagle (FNSC, décédé le 18 juillet 1981) : chargé du Secteur rural ainsi que des Relations avec la Société d'équipement et de développement rural de la Nouvelle-Calédonie (SEDERCAL)
4. Pierre Frogier (RPCR) : chargé de l'Économie et du Développement industriel ainsi que des Relations avec la Société immobilière et de crédit de Nouvelle-Calédonie (SICNC), l'ORSTOM, la Société d'équipement de la Nouvelle-Calédonie (SECAL) et Enercal
5. Franck Wahuzue (RPCR) : chargé de la Jeunesse, des Sports et de la Promotion mélanésienne, ainsi que des Relations avec le Fonds d'aide au développement de l'intérieur et des îles (FADIL)
6. Stanley Camerlynck (FNSC, conseiller territorial démissionnaire pour le Sud, démissionnaire le 11 juin 1982) : chargé des Affaires culturelles, de l'Éducation, de la Qualité de la Vie, du Tourisme et des Loisirs, ainsi que des Relations avec la Fédération des hôteliers de l'intérieur et des îles (FHII) et la Fédération des œuvres laïques (FOL)
7. Pierre Maresca (RPCR) : chargé de la Santé, des Travaux publics, des Transports, de l'Urbanisme et de l'Habitat, ainsi que des Relations avec l'Office des postes et télécommunications (OPT) et Air Calédonie (Aircal)

À la suite de l'élection partielle pour remplacer Georges Nagle, est entré au conseil de gouvernement le 31 juillet 1981 :
1. Gaston Morlet (FNSC, conseiller territorial démissionnaire pour l'Ouest, démissionnaire le 11 juin 1982) : chargé du Secteur rural ainsi que des Relations avec la Société d'équipement et de développement rural de la Nouvelle-Calédonie (SEDERCAL)

L'alliance entre le RPCR et la FNSC rompt en 1982 : les conseillers de gouvernement de ce dernier parti démissionnent le 11 juin puis une motion de censure est adoptée par l'Assemblée territoriale le 15 juin.

### Douzième conseil de gouvernement («Tjibaou»,18 juin 1982-6 septembre 1984)
La liste « pour un Gouvernement de Réformes et de Développement » (unissant le Front indépendantiste et la FNSC, avec un représentant du RPCR) l'emporte. Elle était composée de (avec en gras, ceux élus à l'Assemblée territoriale) : 7 membres (4 FI, 2 FNSC et 1 RPCR) :
1. Henri Bailly (FI-LKS) : chargé de l'Économie de la Nouvelle-Calédonie, du Développement industriel et de la Pêche, ainsi que des Relations avec le FADIL, l'ORSTOM, Enercal, la SICNC et la Caisse de crédit agricole mutuel de la Nouvelle-Calédonie (CCAM-NC)
2. Stanley Camerlynck (FNSC, conseiller territorial démissionnaire pour le Sud) : chargé du Tourisme, des Transports et des Travaux publics, ainsi que de l'Étude et de la Préparation des Investissements touristiques et des Relations avec l'OPT et Aircal
3. André Gopoea (FI et cofondateur de l'UPM, conseiller territorial démissionnaire pour l'Est) : chargé de l'Enseignement, des Affaires culturelles, de la Jeunesse, des Sports, des Loisirs, de l'Environnement, de la Qualité de la vie et des Médias, ainsi que des Relations avec la FOL, l'Institut culturel mélanésien (ICM), la direction du Festival des  Arts du Pacifique et la société FR3
4. Yvonne Hnada (FI-PSC) : chargée du Travail et des Affaires sociales, ainsi que des Relations avec la Caisse de compensation des prestations familiales et des accidents du travail (CAFAT), l'Office des anciens combattants et la Commission d'orientation et de reclassement des handicapés (CORH)
5. Gaston Morlet (FNSC, conseiller territorial démissionnaire pour l'Ouest) : chargé du Secteur rural, la Réforme foncière, le Commerce et les Prix, ainsi que de l'Étude et de la Préparation des Investissements ruraux et des Relations avec la Caisse d'assurances mutuelles agricoles (CAMA) et la SEDERCAL
6. Jean-Marie Tjibaou (président du FI, vice-président de l'UC, conseiller territorial démissionnaire pour l'Est, maire de Hienghène) : vice-président, chargé de la Planification, des Finances, du Budget, de la Fonction publique, des Mines et de l'Énergie, ainsi que des Relations avec l'Assemblée territoriale, les Parlementaires du Territoire et la Commission du Pacifique Sud (CPS)
7. Henri Wetta (RPCR, présent sur la liste à titre personnel mais avec l'accord de la direction de son parti) : chargé de la Santé et de l'Administration pénitentiaire